# 云南青杨
云南青杨（学名：Populus cathayana var. schneideri）为杨柳科杨属下的一个变种。

## 扩展阅读
- 維基物種上的相關：云南青杨